# Mykoła Kudrycki
Mykoła Iwanowycz Kudrycki (ukr. Микола Іванович Кудрицький, ros. Николай Иванович Кудрицкий, Nikołaj Iwanowicz Kudrickij; ur. 6 października 1962 w Nikopolu, w obwodzie dniepropetrowskim, Ukraińska SRR, zm. 16 marca 1994 w Ra’anannie w Izraelu) – ukraiński piłkarz, grający na pozycji pomocnika, a wcześniej napastnika – reprezentant Związku Radzieckiego.

## Kariera piłkarska

### Kariera klubowa
Wychowanek szkółki piłkarskiej klubu Kołos Nikopol, w którym w 1983 rozpoczął karierę piłkarską. W 1984 przeszedł do Krywbasa Krzywy Róg, ale w sierpniu powrócił do Kołosu. W 1985 przeniósł się do Dnipra Dniepropetrowsk. Po rozpadzie ZSRR, w listopadzie 1991 wyjechał do Izraela, gdzie został piłkarzem klubu Bene Jehuda Tel Awiw.

### Kariera reprezentacyjna
9 października 1990 rozegrał jeden nieoficjalny mecz w reprezentacji ZSRR przeciwko Izraelowi.
Zginął w wypadku samochodowym.

## Sukcesy i odznaczenia

### Sukcesy klubowe
- mistrz ZSRR: 1988
- wicemistrz ZSRR: 1987, 1989
- zdobywca Pucharu ZSRR: 1989
- zdobywca Superpucharu ZSRR: 1989
- zdobywca Pucharu Federacji Piłki Nożnej ZSRR: 1986, 1989
- finalista Pucharu Federacji Piłki Nożnej ZSRR: 1990
- wicemistrz Izraela: 1991/92
- brązowy medalista Mistrzostw Izraela: 1992/93
- zdobywca Toto Cup: 1992/93

### Sukcesy indywidualne
- zwycięzca konkursu „Rycerz Ataku”: 1989
- wybrany do listy 33 najlepszych piłkarzy ZSRR:
  - Nr 3: 1989, 1990

### Odznaczenia
- nagrodzony tytułem Zasłużonego Mistrza Sportu ZSRR: 1987